# Alonso de Aragón y Borja
Alonso de Aragón y Borja   (Madrid, segle XVI - Salamanca, segle XVII) va ser un religiós, predicador i escriptor castellà, membre de l'orde de Sant Agustí.
Natural de la vila de Madrid, segons José Antonio Álvarez. Amb tot, els seus orígens familiars eren a la Corona d'Aragó. Álvarez, Latassa com altres autors diuen que era fill del duc de Vilafermosa, tanmateix, la filiació no és clara. Alguns afirmen que va ser fill de María Luisa de Aragón y Wernstein, sisena duquessa de Vilafermosa, i del seu espòs, Carlos de Borja, comte de Ficallo. Això lligaria amb el fet que Álvarez esmenti que va oficiar el bateig del seu nebot, Manuel María de Aragón, futur comte de Luna, el 1631. Altres autors afirmen que hauria estat fill natural de Martín de Aragón, fill del cinquè duc de Vilafermosa i baró d'Entença, que no es va casar, però va tenir fills amb Hipólita Coscón.
Va estudiar a la Universitat de Salamanca. Eventualment va entrar a l'orde dels Agustins Calçats, professant a Castella, on va romandre. Va dedicar-se a l'estudi de la Bíblia i en va ser un profund coneixedor de les sagrades escriptures. Va sobresortir també com a orador eloqüent i com a predicador, exercint al col·legi de María de Aragón de Madrid, i pel seu virtuosisme. Conreà també l'escriptura, essent autor de la Vida de la bienaventurada Ritta de Casia, religiosa del Orden de S. Aug. en el Monasterio de Sta. Magdalena de la Ciudad de Casia en la Umbria, obra que va veure la llum a Madrid el 1628, i que va dedicar a la duquessa de Pastrana, Ana María de Portugal y Borja, i una Relación Sumaria de la Venerable Duquesa de Villahermosa Doña Luisa de Borja y Aragón, que Fernández de Béthencourt diu que era la seva àvia.
Va morir al convent d'agustins calçats de Salamanca, on també situa la seva mort Miguel Eugenio Muñoz.